# Emil Svensson
Emil Alfred Svensson (né le 2 mars 1882 à Saint-Pétersbourg – mort le 27 mars 1954) est un bâtisseur finlandais.

## Ouvrages
- 1907 Korkeavuorenkatu 31-33, Helsinki (avec Emil Holm)
- 1908 Huvilakatu 3, Helsinki
- 1908 Huvilakatu 5-7, Helsinki
- 1909 Rauhankatu 5 – Meritullinkatu 12a, Helsinki
- 1910 Punavuorenkatu 18, Helsinki
- 1911 Aurorankatu 9, Helsinki
- 1911 Lapinlahdenkatu 19 – Lapinrinne 4, Helsinki
- 1911 Korkeavuorenkatu 6 – Tarkk'ampujankatu 6, Helsinki
- 1912 Museokatu 18 – Cygnaeuksenkatu 4, Helsinki
- 1912 Tunturikatu 1 – Cygnaeuksenkatu 2, Helsinki
- 1913 Yrjönkatu 21 – Kalevankatu 3, Helsinki
- 1913 Ehrensvärdintie 19, Helsinki
- 1913 Ehrensvärdintie 21, Helsinki
- 1914 Aurorankatu 11 – Nervanderinkatu 5, Helsinki
- 1914 Jääkärinkatu 7, Helsinki
- 1919 Pokkari ou Tourun huvila, Hauho
- 1926 Dagmarinkatu 12 - Freesenkatu 5, Helsinki